# ベリリウムの同位体
ベリリウムの同位体（ベリリウムのどういたい）は、幾つかの核種が確認されている。本稿では、それらについて解説する。

## 概要
ベリリウムの同位体に、中性子が存在しない核種は2012年現在確認されていない。したがって、ベリリウムの同位体の原子核は、必ず陽子4個と1個以上の中性子によって構成されていると考えられている。これらのうち安定同位体（安定核種）は9Beのみであり、現在の地球上で天然に存在するベリリウムは、基本的に全て9Beとなっていると考えて良い。

### 5Be
5Beの原子核は、陽子4個と中性子1個から構成されており、その質量数は5である。質量数5の核種は不安定であり、5Beも、速やかに陽子を1つ放出して4Liに変化する。ちなみに、この4Liは、その後さらに陽子を1つ放出して3Heとなって安定する。

### 6Be
6Beも極めて不安定であり、速やかに陽子を一気に2つ放出して4Heに変化する。これは、4Heは大変安定していることと質量数5の核種が不安定であることによる。

### 7Be

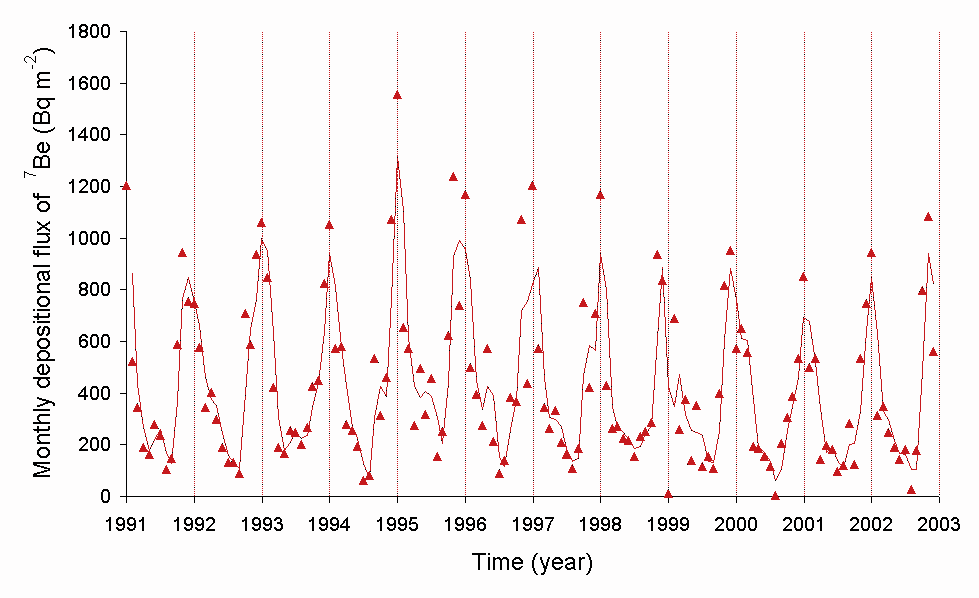
日本において7Beを観測し、その結果をグラフにしたもの。

7Beは、半減期約53日で電子捕獲によって7Liとなって安定する。この7Beは宇宙線などの影響により僅かに生成され続けているため、僅かに現在の地球でも見られる核種である。日本で2003年から約5年間行われた研究によれば、季節的要因による変動を除去したデータを解析した結果、7Beの大気中濃度とマグニチュード5以上の地震の発生には有意な相関があり、地震発生日に減少している事が報告されている。

### 8Be
8Beの原子核も大変不安定な核種として知られており、速やかにα崩壊して、2つの4Heに変化する。これは4Heが大変安定していることによる。
なお、8Beは、ヘリウムが溜まった古い恒星の内部において、4He同士が核融合することで逐次生成され得る核種とされている。恒星の内部で水素の核融合によって合成されるヘリウムが溜まった古い恒星がある程度以上の質量を持っていた場合、その内部で起きているとされるトリプルアルファ反応においては、さらに4Heを取り込んで融合し、12Cとなると考えられている。このトリプルアルファ反応は大変起こりにくい反応とされているが、その理由はこの8Beが不安定であり、すぐに2つの4Heに分裂してしまうからと説明されている。

### 9Be
既述の通り、9Beはベリリウムの同位体の中で、唯一安定である。

### 10Be
10Beは、半減期100万年強の放射性同位体であり、β崩壊によってホウ素10Bとなって安定する。この10Beは宇宙線などの影響により僅かに生成され続けているため、僅かに現在の地球でも見られる核種である。14C の化石燃料利用による希釈と核実験由来の急激な増加により放射性炭素年代測定が困難になったため、代わって利用されている。

### 11Be
11Beは、半減期10秒強の放射性同位体で、中性子ハローを持っていると考えられている。11Beは、主にβ崩壊して11Bとなって安定するものの、一部はβ崩壊と同時にα崩壊も起こして7Liとなって安定することが知られている。なお、11Beの崩壊に伴って11Bが生成される確率は97.1％とされていて、残りの2.9％が同時にα崩壊も起こして7Liが生成されるとされる。

### 12Be、13Be、14Be
12Be、13Be、14Beは、中性子が多過ぎるためにいずれも極めて不安定である。したがって、何らかの形で崩壊して、最終的に全てホウ素になって安定することが知られている。

### 15Be以上
15Beと、それよりさらに中性子の多いベリリウムの同位体については、あまりに不安定であるために、その性質がよく知られていない。

## モノアイソトピック元素として見たベリリウム
ベリリウムのように、1つの核種しか安定して存在していられない元素をモノアイソトピック元素と言う。モノアイソトピック元素としてベリリウムを見た時に特徴となっている点は、現在知られているモノアイソトピック元素の中で、原子核の陽子の数が偶数である（原子番号が偶数である）ものは、今のところベリリウムが唯一であるという点だ。他のモノアイソトピック元素は、全て原子核の陽子の数が奇数（原子番号が奇数）である。

## 一覧
| 同位体 核種 | Z(p)           | N(n)           | 同位体質量 (u) | 半減期                          | 核スピン数 | 娘核種            | 天然存在比 |
| 同位体 核種 | 励起エネルギー | 励起エネルギー | 励起エネルギー | 半減期                          | 核スピン数 | 娘核種            | 天然存在比 |
| ----------- | -------------- | -------------- | -------------- | ------------------------------- | ---------- | ----------------- | ---------- |
| 5Be         | 4              | 1              | 5.04079(429)#  |                                 | (+1/2)#    | 4Li               |            |
| 6Be         | 4              | 2              | 6.019726(6)    | 5.0(3) × 10−21 s [0.092(6) MeV] | 0+         | 4He               |            |
| 7Be         | 4              | 3              | 7.01692983(11) | 53.22(6) d                      | −3/2       | 7Li               |            |
| 8Be         | 4              | 4              | 8.00530510(4)  | 6.7(17) × 10−17 s [6.8(17) eV]  | 0+         | 4He               |            |
| 9Be         | 4              | 5              | 9.0121822(4)   | 安定                            | −3/2       | 安定              | 1.0000     |
| 10Be        | 4              | 6              | 10.0135338(4)  | 1.51(6) × 106 a                 | 0          | 10B               |            |
| 11Be        | 4              | 7              | 11.021658(7)   | 13.81(8) s                      | +1/2       | 11B or 7Li        |            |
| 12Be        | 4              | 8              | 12.026921(16)  | 21.49(3) ms                     | 0          | 12B or 11B        |            |
| 13Be        | 4              | 9              | 13.03569(8)    | .5(1) ns                        | +1/2       | 12Be              |            |
| 14Be        | 4              | 10             | 14.04289(14)   | 4.84(10) ms                     | 0          | 12B or 13B or 14B |            |
| 15Be        | 4              | 11             | 15.05346(54)#  | <200 ns                         |            |                   |            |
| 16Be        | 4              | 12             | 16.06192(54)#  | <200 ns                         | 0          | 14Be              |            |
| 17Be        | 4              | 13             |                |                                 |            |                   |            |

- #でマークされた値は、全てが純粋に実験値から算出されたものではなく、一部体系的な傾向から導き出された推定値を含んでいる。明確なデータが得られていない核スピンに関しては、かっこ書きで表記している。
- 同位体存在比の正確さと質量数は変化によって制限される。天然存在比の範囲は、通常の地球上のどの場所でも同じはずである。
- 数値の最後にかっこ書きで表記しているのは、その値の誤差を示している。誤差の値は、同位体の構成と標準の原子質量に関しては、IUPACが公表する誤差で表記しており、それ以外の値は、標準偏差を表記している。